# Gymnobela dagama
Gymnobela dagama é uma espécie de gastrópode do gênero Gymnobela, pertencente a família Raphitomidae.